# Playa Mansa (Punta del Este)
 (janvier 2023).
La mise en forme du texte ne suit pas les recommandations de Wikipédia : il faut le « wikifier ».
Les points d'amélioration suivants sont les cas les plus fréquents :
- Les titres sont pré-formatés par le logiciel. Ils ne sont ni en capitales, ni en gras.
- Le texte ne doit pas être écrit en capitales (les noms de famille non plus), ni en gras, ni en italique, ni en « petit »…
- Le gras n'est utilisé que pour surligner le titre de l'article dans l'introduction, une seule fois.
- L'italique est rarement utilisé : mots en langue étrangère, titres d'œuvres, noms de bateaux, etc.
- Les citations ne sont pas en italique mais en corps de texte normal. Elles sont entourées par des guillemets français : « et ».
- Les listes à puces sont à éviter, des paragraphes rédigés étant largement préférés. Les tableaux sont à réserver à la présentation de données structurées (résultats, etc.).
- Les appels de note de bas de page (petits chiffres en exposant, introduits par l'outil «  Source ») sont à placer entre la fin de phrase et le point final[comme ça].
- Les liens internes (vers d'autres articles de Wikipédia) sont à choisir avec parcimonie. Créez des liens vers des articles approfondissant le sujet. Les termes génériques sans rapport avec le sujet sont à éviter, ainsi que les répétitions de liens vers un même terme.
- Les liens externes sont à placer uniquement dans une section « Liens externes », à la fin de l'article. Ces liens sont à choisir avec parcimonie suivant les règles définies. Si un lien sert de source à l'article, son insertion dans le texte est à faire par les notes de bas de page.
- La présentation des références doit suivre les conventions bibliographiques. Il est recommandé d'utiliser les modèles {{Ouvrage}}, {{Chapitre}}, {{Article}}, {{Lien web}} et/ou {{Bibliographie}}. Le mode d'édition visuel peut mettre en forme automatiquement les références.
- Insérer une infobox (cadre d'informations à droite) n'est pas obligatoire pour parachever la mise en page.

Pour une aide détaillée, merci de consulter Aide:Wikification.
Si vous pensez que ces points ont été résolus, vous pouvez retirer ce bandeau et améliorer la mise en forme d'un autre article.
La Playa Mansa est une plage de sable fin de la station balnéaire de Punta del Este en Uruguay. Avec la  Playa Brava, elle contribue à la notoriété internationale de la station touristique.

## Géographie

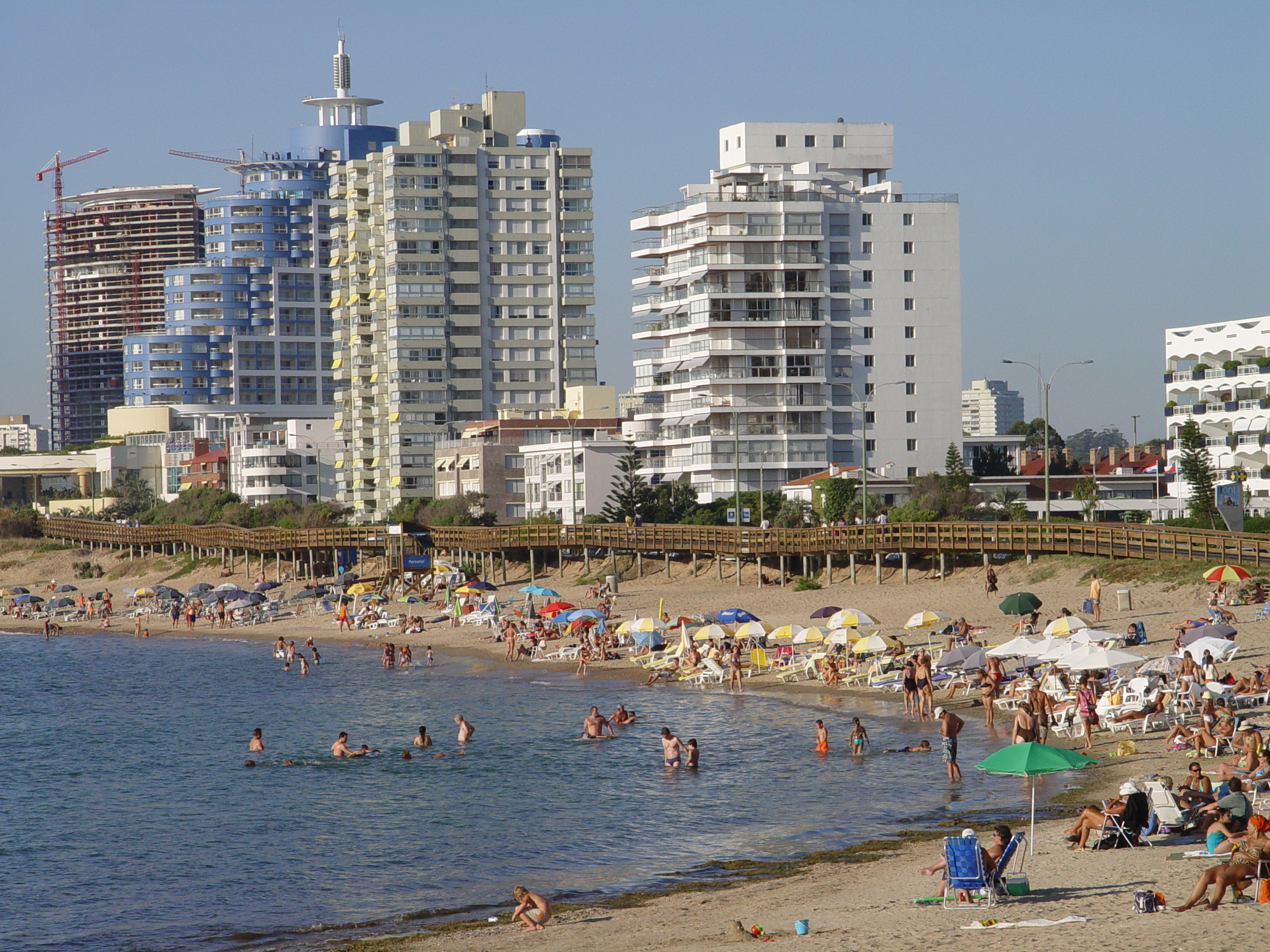
La Playa Mansa et l'Hôtel Casino Enjoy Punta del Este, une des présences emblématiques de la station balnéaire.

La Playa Mansa est une plage urbaine située sur la baie de Maldonado où celle-ci est bordée par la vaste embouchure du Río de la Plata. La plage fait partie de la station balnéaire  de Punta del Este qui appartient au Département de Maldonado, au sud-est de l'Uruguay.
La Playa Mansa est accessible à tous les publics, mais elle est considérée comme une plage familiale ayant la réputation d'être idéale pour les enfants pour les bains de mer. À l'inverse des eaux plus agitées de la Playa Brava, les eaux de la Playa Mansa sont plus calmes d'où l'origine du nom de la plage, les vagues y étant beaucoup moins agitées.
Trois sites  caractérisent la playa Mansa qui orientent les choix des baigneurs.
- À la "Parada 1", la plage a du sable fin, avec des  blocs, elle est peu profonde et avec une faible pente et la vague y est calme.
- À la "Parada 3" se trouve le quai du Club de Pêche
- Et à la "Parada 7", la plage a du sable fin à moyen, elle est plus ouverte au vent, graduellement profonde.

Ses eaux baignent le côté ouest de la péninsule où est édifiée Punta  del  Este et l'Île de Gorriti se trouve en face, à quelques encablures de la plage. Elle est située sur la Rambla Claudio Wiliman, entre la Playa de Pinares et la Playa de los Ingleses, deux autres petites plages urbaines. En été, elle est sécurisée grâce à la présence des maîtres-nageurs,.
Parmi les différents hôtels de la station balnéaire se distingue à la Playa Mansa l'Hôtel   "Enjoy Punta del Este Resort y Casino", un hôtel cinq étoiles à l'architecture avant-gardiste.
En 2016 furent fêtées à la Playa Mansa les 500 années  du débarquement du navigateur Juan Díaz de Solís, qui eut lieu le 2  février 1516,.
Géografiquement, la station balnéaire de Punta del  Este se trouve longée par le Río de la Plata, à l'endroit où est établie la ligne qui divise la péninsule de Punta del Este. Bien que le fleuve platéen exerce de fortes influences marines sur une grande partie de son cours, la playa Mansa est également  baignée par les eaux de l'Océan Atlantique, qui étend sa marée jusqu'à la station balnéaire de Piriápolis, de sorte que, plus que le Rio, il y mêle ses eaux claires et vertes très appréciées pour les bains de mer.
La situation de l'Île de Gorriti et la présence de la péninsule contiennent  les effets de la marée océanique et des courants marins, de sorte que les eaux  parviennent à la côte avec peu d'effet de vague, sauf pendant les jours de tempête ou de vents violents. L'effet des marées et des vagues plus agitées est nettement ressenti à la Playa Brava, entièrement exposée sur la côte Atlantique.
Il existe deux plages à Punta del Este: l'une très calme (Playa Mansa) et l'autre plus agitée (Playa Brava). La Playa Mansa, ouverte sur une longue baie et protégée par l'île Gorriti, offre des conditions de sécurité et des eaux tranquilles, idéales pour  les familles avec enfants.

## Galerie

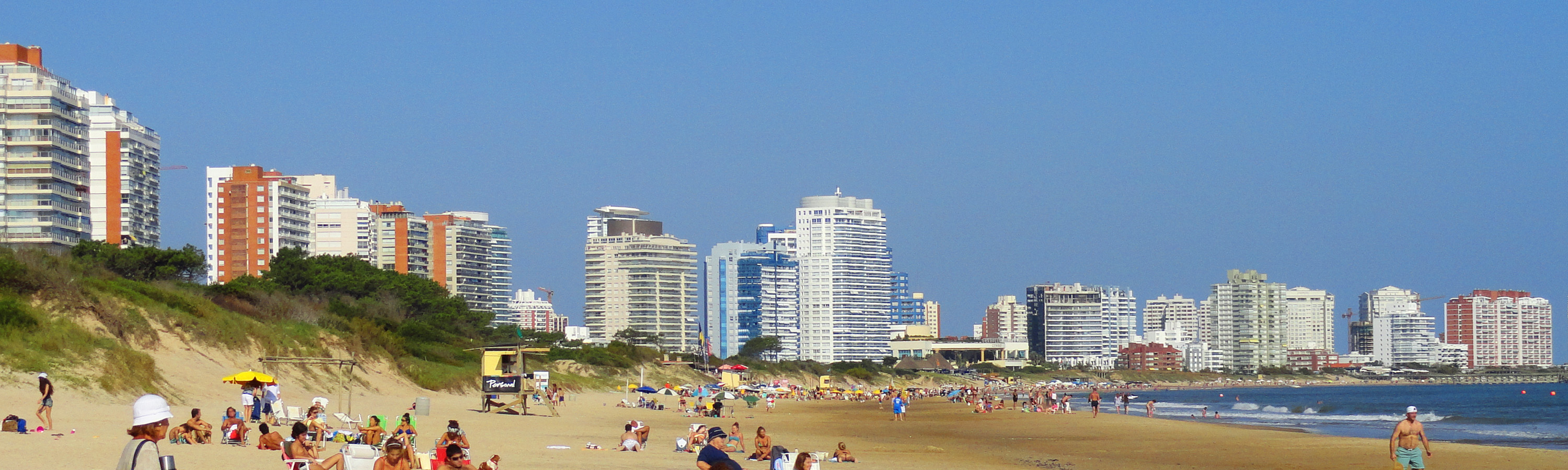
La Playa Mansa bordée par les grands hôtels de Punta del Este.
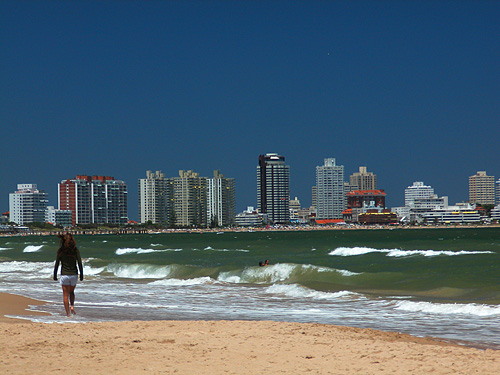
Playa Mansa en 2003.
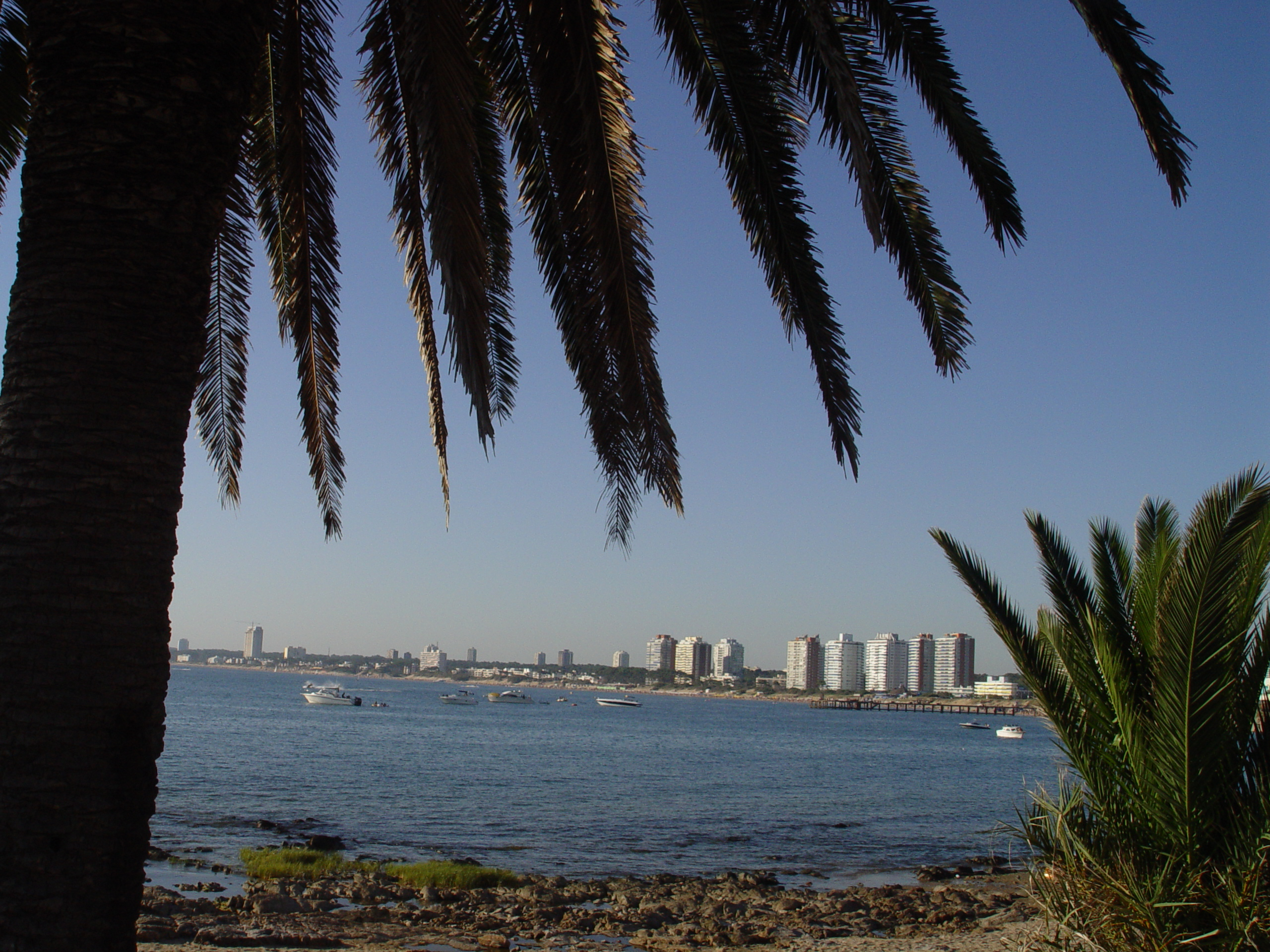
Playa Mansa en 2007.
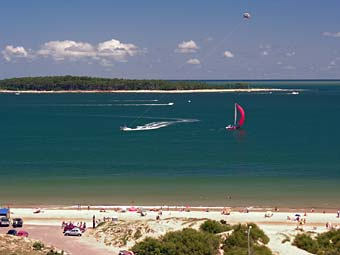
Playa Mansa et l'Île de Gorriti.